# Opsariichthys
Opsariichthys hay còn gọi là Chi cá khoai là một chi cá trong họ cá chép tìm thấy ở các vùng nước ngọt ở Trung Quốc, Nhật Bản, Hàn Quốc và Việt Nam. Có 11 loài được mô tả trong chi này

## Các loài
Hiện hành có 11 loài được mô tả trong chi này:
- Opsariichthys bea T. T. Nguyen, 1987
- Opsariichthys bidens Günther, 1873
- Opsariichthys dienbienensis V. H. Nguyễn & H. D. Nguyễn, 2000
- Opsariichthys duchuunguyeni Huynh T. Q. & I. S. Chen, 2014 [3]
- Opsariichthys evolans (D. S. Jordan & Evermann, 1902)
- Opsariichthys hainanensis Nichols & C. H. Pope, 1927
- Opsariichthys hieni T. T. Nguyen, 1987
- Opsariichthys kaopingensis I. S. Chen & J. H. Wu, 2009
- Opsariichthys pachycephalus Günther, 1868
- Opsariichthys songmaensis V. H. Nguyễn & H. D. Nguyễn, 2000
- Opsariichthys uncirostris (Temminck & Schlegel, 1846) — three-lips